# Barbora Gregorová
Barbora Gregorová (* 1980 Turnov) je česká prozaická překladatelka, především z polštiny a ruštiny, spisovatelka, cestovatelka, horolezkyně a muzikantka. Také přispívá svými články, recenzemi na literárním portále iLiteratura.cz, kde vystupuje pod jménem Bára Gregorová.

## Život
Po absolvování Gymnázia Turnov v roce 1998 studovala nějakou dobu na PedF UK, ale posléze přestoupila na FF UK. Nyní je doktorandkou na katedře etnologie. Během studia navštívila Polsko, což ji přivedlo k prvnímu překladu knihy Doroty Masłowské Červená a bílá. Po nalezení svého poslání v překladatelství našla zálibu ve slovanských jazycích. Dalšími autory, které překládá, jsou např. Jerzy Pilch, Mikołaj Łoziński, Wojciech Tochman, Vladimir Sorokin, či Irina Děněžkinová. Další zemí, která ovlivnila její další tvorbu, byl Kyrgyzstán. Na základě zážitků z této návštěvy vznikla částečně autobiografická debutová próza s názvem Kámen – hora – papír. Také přispívá do kulturního týdeníku A2. Hraje na saxofon a zpívá v hudební skupině Jenisej.

## Literární dílo

### Vlastní tvorba
- Kámen – hora – papír, Labyrint 2008, ISBN 978-80-85935-89-9[2][3]
- Páté kolo z nebe – chystaná kniha

### Překlady do češtiny
- Smrad (polsky Gnój; Wojciech Kuczok), Havran 2009, ISBN 978-80-86515-90-8
- Červená a bíla (Dorota Masłowska), ODEON 2004, ISBN 80-207-1175-9
- Královnina šavle (Dorota Masłowska), Fra 2008, ISBN 978-80-86603-66-7
- Reisefieber (Mikołaj Łoziński)
- U strážnýho anděla (Jerzy Pilch)
- Prcek (Mirosław Nahacz)
- Dva ubohý Rumuni, co uměj polsky (Dorota Masłowska), Agite/Fra 2010, ISBN 978-80-86603-29-2
- Mezi námi dobrý (Dorota Masłowska; vyšlo v antologii Čtyři polské hry), Na Konári 2010, ISBN 978-80-904-487-1-1
- Zabila jsem naše kočky, drahá (Dorota Masłowska), ODEON 2014, ISBN 978-80-207-1551-7

## Ocenění
V roce 2011 jí Obec překladatelů udělila za překlad románu Prcek tvůrčí prémii Ceny Josefa Jungmanna.